# اپل اینتلیجنس
اپل اینتِلیجِنس (انگلیسی: Apple Intelligence) یک پلتفرم هوش مصنوعی است که توسط شرکت اپل توسعه یافته است. این پلتفرم که بر ترکیبی از پردازش روی دستگاه و پردازش سرور متکی است، در تاریخ ۱۰ ژوئن ۲۰۲۴ در کنفرانس جهانی توسعه‌دهندگان اپل ۲۰۲۴ به‌عنوان یکی از ویژگی‌های سیستم‌عامل‌های آی‌اواس ۱۸، آی‌پداواس ۱۸ و مک‌اواس سکویا معرفی شد؛ سیستم‌عامل‌هایی که خود همزمان با معرفی اپل اینتلیجنس رونمایی شدند. اپل اینتلیجنس برای تمامی کاربران که دستگاه‌های پشتیبانی‌شده را دارند، رایگان خواهد بود. قرار است این پلتفرم در ۲۹ ژوئیهٔ ۲۰۲۴ در ایالات متحده به‌همراه آی‌اواس ۱۸٫۱ بتا برای آزمایش در اختیار توسعه‌دهندگان قرار گرفت و در سال ۲۰۲۵ به‌طور کامل عرضه خواهد شد.